# 福田繁雄
福田繁雄（日语：福田 繁雄，1932年2月4日—2009年1月11日），1956年畢業於東京藝術大學設計系。是日本當代平面設計師、視覺設計大師，長於錯視手法，被譽為日本平面設計教父，與德國設計師岡特·蘭堡（Gunter Rambow）、美國設計師西摩·切瓦斯特（Seymour Chwast）並稱為當代世界三大平面設計師。2009年1月11日因蜘蛛膜下腔出血而過世。被譽為「日本的艾雪」。
獲獎包括︰布爾諾國際平面藝術雙年展銀獎、華沙國際招貼廣告雙年展金獎、莫斯科國際廣告招貼雙年展第一名；每日產業設計獎、藝術新人獎、每日藝術獎。作品參展有︰國民文化祭、藝術文化振興基金會廣告宣傳、海洋與島嶼博覽會宣傳招貼，富山博覽會宣傳招貼、1993年巴黎舉辦的「日本節」「設計-世界展」、法國革命200週年紀念活動宣傳，1992地球頂峰國際招貼邀請展。

## 主要作品收藏與展示
- 福田繁雄博物館（位於岩手縣二戶市市政中心內）
- 東京國立近代美術館
- 福田繁雄設計藝術館（位於台灣高雄市東方設計學院數位教學大樓7樓）
- 黑鮪魚雕塑（位於台灣屏東縣東港鎮）[2]

## 外部連結
- 福田繁雄博物館 （页面存档备份，存于）
- 福田繁雄設計藝術館
- 世界三大平面設計師 （页面存档备份，存于）